# Lansskinkar
Lansskinkar (Acontias) är ett släkte av ödlor som ingår i familjen skinkar.
Släktet förekommer i södra Afrika. Arterna saknar extremiteter och de är med en vikt av cirka 8,8 g ganska stora. Den genomsnittliga längden ligger mellan 87 och 117 mm. Exemplaren gräver i marken och har en kort svans. Födan utgörs av insekter som saknar hårt skal, som olika termiter. Släktets medlemmar undviker bergstrakter. Honor lägger inga ägg utan föder levande ungar som är ganska stora vid födelsen.

## Arter
Enligt The Reptile Database har släktet 26 arter:
- Acontias albigularis Conradie, Busschau, & Edwards, 2018
- Acontias aurantiacus (W. Peters, 1854)
- Acontias bicolor (Hewitt, 1929)
- Acontias breviceps Essex, 1925
- Acontias cregoi (Boulenger, 1903)
- Acontias fitzsimonsi (Broadley, 1968)
- Acontias gariepensis (V. FitzSimons, 1941)
- Acontias gracilicauda Essex, 1925
- Acontias grayi Boulenger, 1887
- Acontias jappi (Broadley, 1968)
- Acontias kgalagadi (Lamb, Biswas & Bauer, 2010)
- Acontias lineatus W. Peters, 1879
- Acontias litoralis Broadley & Greer, 1969
- Acontias meleagris (Linnaeus, 1758)
- Acontias namaquensis Hewitt, 1938
- Acontias occidentalis V. FitzSimons, 1941
- Acontias orientalis Hewitt, 1938
- Acontias parietalis (Broadley, 1990)
- Acontias percivali Loveridge, 1935
- Acontias plumbeus Bianconi, 1849
- Acontias richardi (Jacobsen, 1987)
- Acontias rieppeli (Lamb, Biswas & Bauer, 2010)
- Acontias schmitzi Wagner, Broadley & Bauer, 2012
- Acontias subtaeniatus (Broadley, 1968)
- Acontias tristis F. Werner, 1910
- Acontias wakkerstroomensis Conradie, Busschau, & Edwards, 2018

Notera: En binomial auktoritet inom parentes indikerar att arten ursprungligen beskrevs i ett annat släkte än Acontias.
Acontias poecilus ses inte som en egen art utan som en synonym till Acontias plumbeus i The Reptile Database.

## Bildgalleri

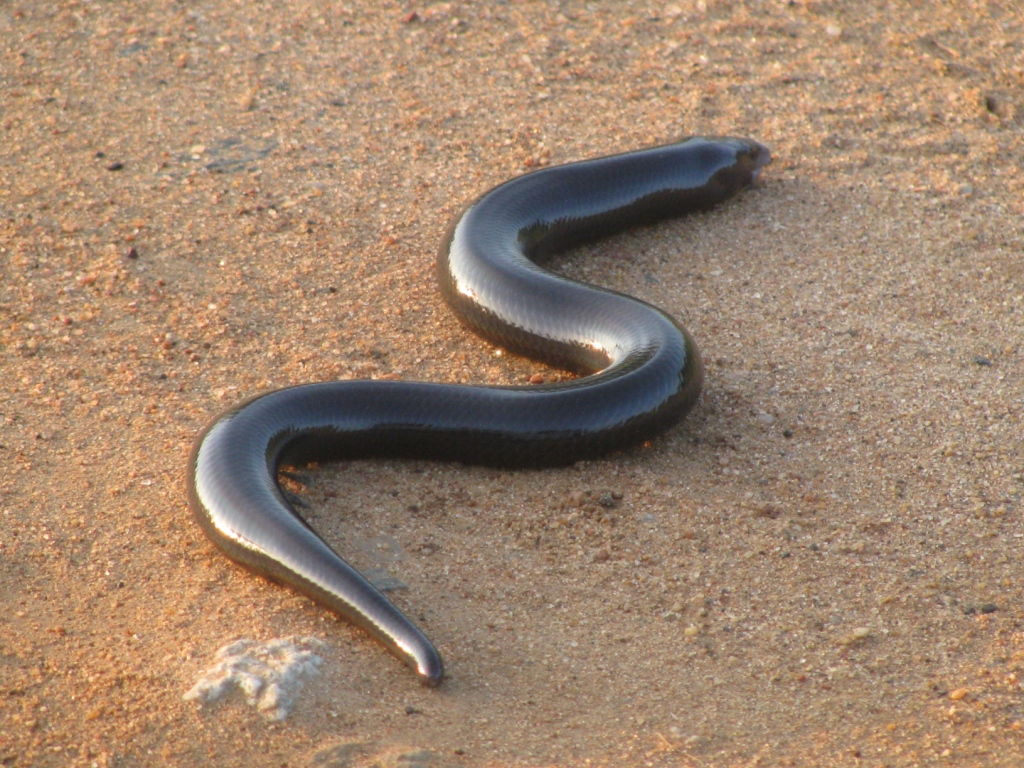
Acontias plumbeus
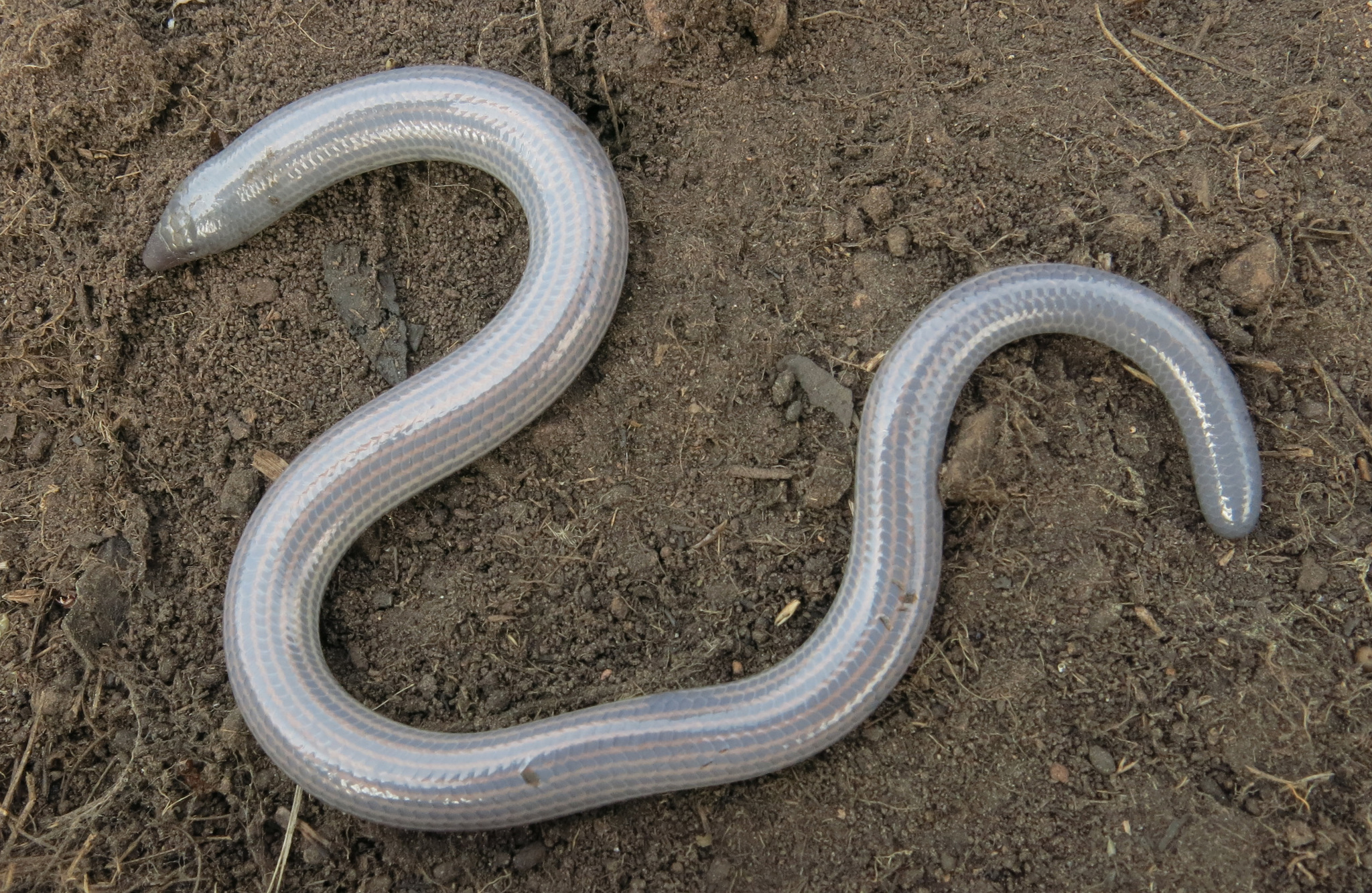
Acontias rieppeli
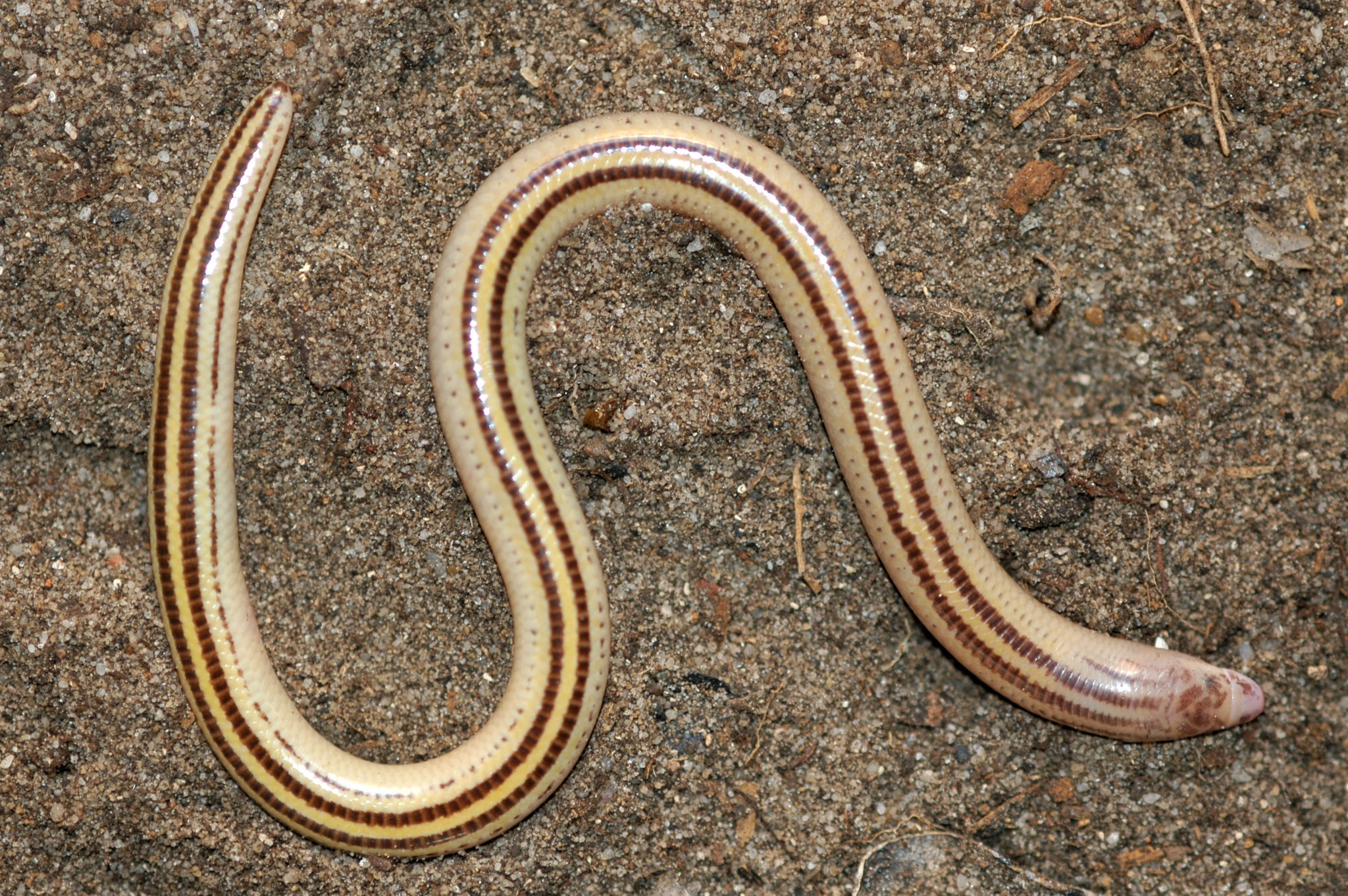
Acontias jappi